# Полукубическая парабола

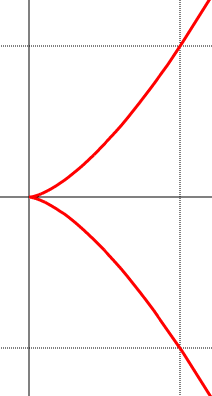
Полукубическая парабола

Полукубическая парабола, или парабола Нейла, — плоская алгебраическая кривая, описываемая уравнением y2=ax3 в некоторой прямоугольной системе координат. Названа по имени Нейла, который в 1657 году вычислил длину её дуги.

## Уравнения
- Алгебраическое уравнение: y2=ax3 (a≠0).
- Параметрическое уравнение: x=t2, y=at3 (a≠0).

## Свойства
Полукубическая парабола является каустикой кривой Чирнгаузена. Более того, любая каустика вида «ласточкин хвост» вблизи вершины хорошо приближается полукубической параболой, что делает эту кривую эталонной в теории катастроф.
Радиус кривизны полукубической параболы в начале координат равен нулю.